# Öffentliche Versicherungen Oldenburg

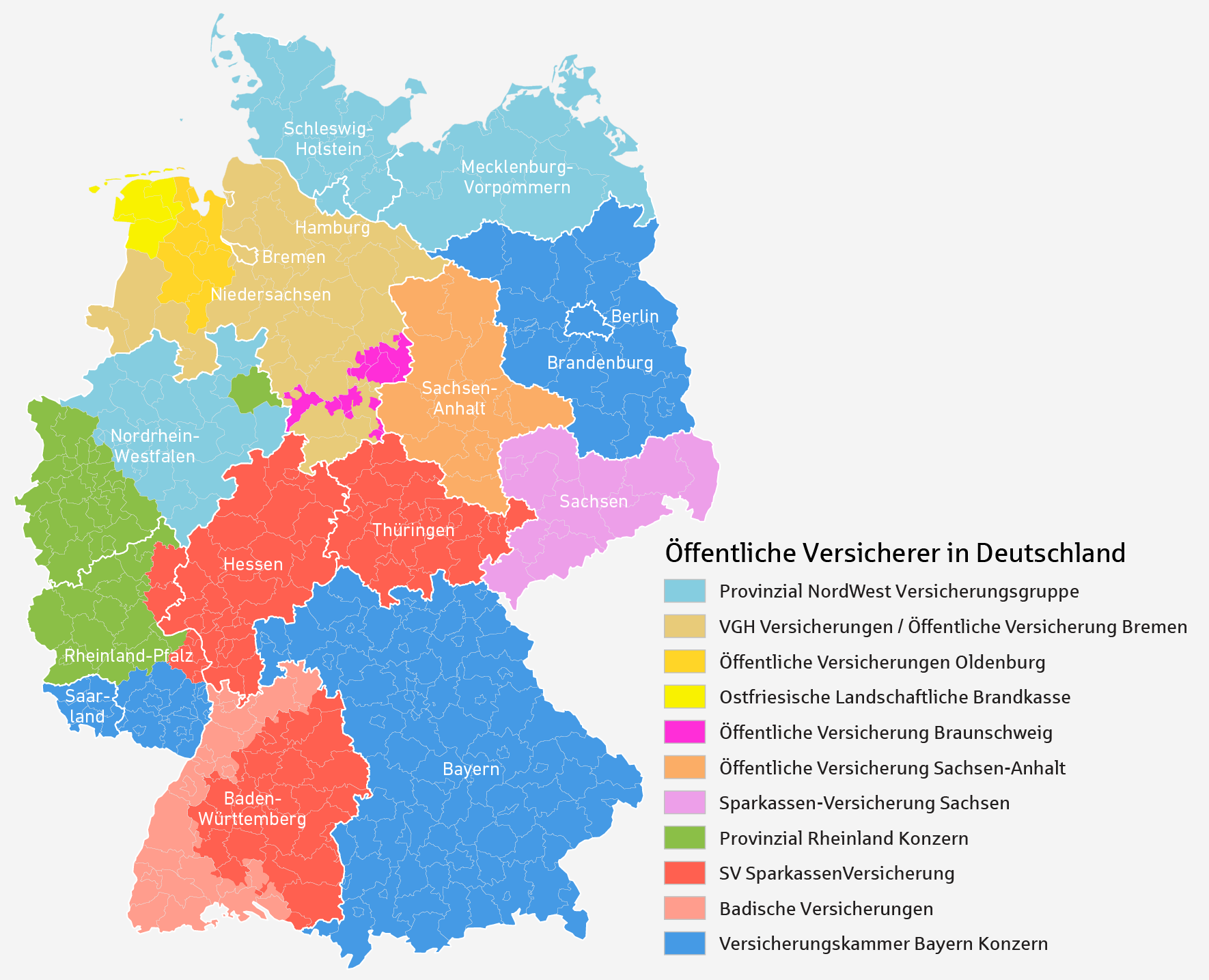
Geschäftsgebiete der Öffentlichen Versicherer in Deutschland

Die Öffentlichen Versicherungen Oldenburg, bestehend aus der Oldenburgischer Landesbrandkasse und der Öffentlichen Lebensversicherungsanstalt Oldenburg, sind eine öffentliche Versicherung mit Sitz in Oldenburg (Oldenburg).

## Struktur
Das Geschäftsgebiet umfasst das Oldenburger Land in Niedersachsen, also neben der Stadt Oldenburg die Städte Delmenhorst und Wilhelmshaven sowie die Landkreise Ammerland, Friesland, Oldenburg, Wesermarsch, Vechta und Cloppenburg.
Träger sind der Sparkassenverband Niedersachsen, die Landschaftliche Brandkasse Hannover und das Land Niedersachsen. Die Öffentlichen Versicherungen Oldenburg kooperieren u. a. mit der Landessparkasse zu Oldenburg und der Sparkasse Wilhelmshaven.

## Geschäft
Die Öffentlichen Versicherungen Oldenburg sind mit 320 Angestellten in 81 Geschäftsstellen im Oldenburger Land präsent. Betrieben wird das Erstversicherungsgeschäft für die Versicherungszweige Hausratversicherung, Wohngebäudeversicherung, Unfallversicherung, Kraftfahrtversicherung, Lebensversicherung, Geschäftsversicherung, Sachversicherung, Haftpflichtversicherung.
Im Jahre 2016 hatten die Öffentlichen Versicherungen Oldenburg einen Versicherungsbestand von 1.001.361 Verträgen. Betreut wurden Kapitalanlagen im Volumen von 1,4 Milliarden Euro.

## Kulturstiftung der Öffentlichen Versicherungen Oldenburg
Die Kulturstiftung entstand 1994 als rechtsfähige Stiftung des bürgerlichen Rechts mit einem Stiftungsvermögen von 26 Mio. DM. Bei der Gründung der Stiftung mit Sitz in Oldenburg wurde festgelegt, dass ein zweckgebundener Teil des Stiftungsvermögens (20 Mio. DM) für die Finanzierung des "Kleinen Hauses" des Oldenburgischen Staatstheaters zur Verfügung gestellt werden soll. Die laufende Förderung von kulturellen Vorhaben Dritter wird aus den jährlichen Erträgen des ständigen Stiftungsvermögens (2004: 7,162 Mio. €) finanziert. Zu den größeren Projekten seit 1994 zählen die Mitfinanzierung des Horst-Janssen-Museums in Oldenburg und des Marinemuseums in Wilhelmshaven, die Errichtung des Feuerwehrmuseums in Jever, die Renovierung des Leuchtturmes Wangerooge und des Degode-Hauses in Oldenburg.